# Шахаде, Дженнифер
Дженнифер Шахаде (англ. Jennifer Shahade; род. 31 декабря 1980, Филадельфия) — американская шахматистка, гроссмейстер (2005) среди женщин.
Участница чемпионата мира среди юниоров (1999) в г. Ереване.
Чемпионка США (2001/2002 и 2004). В составе сборной США участница 3-х Олимпиад (2000—2004, в 2004 выиграла серебряную медаль в команде).

## Изменения рейтинга
| Графики недоступны из-за технических проблем. См. информацию на Фабрикаторе и на mediawiki.org. |

## Книги
- Chess Bitch: Women in the Ultimate Intellectual Sport. — 2005. — 320 с.
- Play Like a Girl!: Tactics by 9Queens. — 2011. — 100 с. — ISBN 978-1936277032.